# Kamal El Sheikh
Kamal El Sheikh (en árabe: كمال الشيخ) 2 de febrero de 1919-2 de enero de 2004) fue un director de cine egipcio. Dirigió veintiocho películas entre 1952 y 1987.

## Filmografía selecta
- Malak al-Rahma (1946)
- Al-Manzel Raqam 13 (1952)
- Hob wa Dumoo` (1955)
- Hayat ou maut (1955)
- Ard al-Salam (1957)
- Sayyidat al-Qasr (1958)
- Hobbi al-Wahid (1960)
- Lan Aataref (1961)
- Chased by the Dogs (1962)
- Last Night (1964)
- Sunrise-Sunset (1970)